# Alyssum emarginatum
Alyssum emarginatum är en korsblommig växtart som beskrevs av Zahl och Roberto de Visiani. Alyssum emarginatum ingår i släktet stenörter, och familjen korsblommiga växter. Inga underarter finns listade i Catalogue of Life.